# Maciej Szlinder
Maciej Karol Szlinder (ur. 30 czerwca 1986 w Gdańsku) – polski filozof, doktor nauk humanistycznych, polityk, prezes Polskiej Sieci Dochodu Podstawowego, działacz Partii Razem.

## Życiorys
Ukończył VI Liceum Ogólnokształcące im. Wacława Sierpińskiego w Gdyni. Jest absolwentem Uniwersytetu im. Adama Mickiewicza w Poznaniu (2011) i Uniwersytetu Ekonomicznego w Poznaniu (studiów podyplomowych, 2014). Uczył się też na Uniwersytecie w Barcelonie. W 2017 na UAM obronił doktorat z dziedziny filozofii pt. Powszechny dochód podstawowy. Studium z filozofii społecznej.
Jest popularyzatorem koncepcji bezwarunkowego dochodu podstawowego. W 2016 założył Polską Sieć Dochodu Podstawowego. Jest także członkiem hiszpańskiej organizacji Red Renta Basica (od 2015) i europejskiej Unconditional Basic Income (od 2014). Jest autorem książki Bezwarunkowy dochód podstawowy. Rewolucyjna reforma społeczeństwa XXI wieku, która została nagrodzona II miejscem w kategorii Najlepsza książka szerząca wiedzę ekonomiczną w konkursie „Dziennika Gazety Prawnej” Economicus.
Jest redaktorem pisma „Praktyka Teoretyczna”. Był szefem Klubu „Krytyki Politycznej” w Poznaniu. Publikował także w „Nowym Obywatelu”, „Przeglądzie”, „Wszystko Co Najważniejsze”, „Bez Dogmatu” czy w „Dzienniku Gazecie Prawnej”. Zajmuje się również tłumaczeniem.

### Działalność polityczna
W 2016 dołączył do Partii Razem (w latach 2019–2024 działającej jako Lewica Razem). W 2018 został wybrany na członka Zarządu Krajowego partii i objął funkcję jej skarbnika. W wyborach samorządowych w 2018 kandydował bez powodzenia do Rady Miasta Poznania z listy Lewicy. W 2019 wystartował w wyborach do Parlamentu Europejskiego z wielkopolskiej listy koalicji Lewica Razem (która nie uzyskała mandatów). W tym samym roku w wyborach do Sejmu kandydował z listy Sojuszu Lewicy Demokratycznej. W 2020 został ponownie wybrany na dwuletnią kadencję ZK Razem. Od 2022 jest członkiem Rady Krajowej Razem. W 2022 był kandydatem Koalicyjnego Klubu Parlamentarnego Lewicy na członka Rady Polityki Pieniężnej. Kandydował bezskutecznie z listy Nowej Lewicy w wyborach do Sejmu RP w 2023 w okręgu wałbrzyskim oraz z listy Lewicy do Rady Miejskiej Wałbrzycha w 2024.